# 嘉祿
嘉祿（1225年四月二十日至1228年十二月十日）是日本的年號之一。這個時代的天皇是後堀河天皇、鎌倉幕府征夷大將軍為藤原賴經、執權為北條泰時。

## 改元
- 元仁二年四月二十日（1225年5月28日）改元嘉祿
- 嘉祿三年十二月十日（1228年1月18日）改元安貞

## 出處
《博物志》

## 紀年、西曆、干支對照表
| 嘉祿       | 元年   | 二年   | 三年   |
| 儒略曆日期 | 1225年 | 1226年 | 1227年 |
| 干支       | 乙酉   | 丙戌   | 丁亥   |